# Албрехт II фон Хоя
Албрехт II фон Хоя (на немски: Albrecht II von Hoya; * 1526; † 18 март 1563) е граф на Хоя от 1545 до 1563 г.

## Биография
Той е най-възрастният син на граф Йобст II фон Хоя (1493 – 1545) и съпругата му графиня Анна фон Глайхен († 1545).
Албрехт II управлява първо заедно с братята си Ерих и Ото, които през 1553 г. се отказват в негова полза и Албрехт управлява сам.
Албрехт се жени на 1 юни 1561 г. за графиня Катарина фон Олденбург (* 8 август 1538; † 1 февруари 1620), дъщеря на граф Антон I фон Олденбург-Делменхорст (1505 – 1573) и принцеса София фон Саксония-Лауенбург (1521 – 1571). Бракът е бездетен. След смъртта му графството се управлява от братята му един след друг. Съпругата му Катарина умира през 1620 г.